# Luizão (football, 1987)
Pour les articles homonymes, voir Luizão.
Pour l’article ayant un titre homophone, voir Luisão.
Luiz Carlos Nascimento Júnior (né le 3 janvier 1987 à Vargem Alta, Espírito Santo), plus connu sur le nom de Luizão, est un footballeur brésilien évoluant au poste de défenseur.

## Carrière
- jan. 2006-juil. 2007 :  Cruzeiro
- juil. 2007-août 2007 :  FC Lucerne
- août 2007-août 2008 :  Vasco de Gama
- août 2008-nov. 2009 :  Bunyodkor
- déc. 2009 :  Paykan Qazvin FC
- jan. 2010-déc. 2011 :  EC Bahia
- depuis jan. 2012 :  Nacional Futebol Clube (Manaus)
  - depuis mai 2012 :  Ceara SC (prêt)[1]

## Palmarès
- Champion de l'État du Minas Gerais en 2006 avec Cruzeiro
- Champion d'Ouzbékistan en 2009 avec le FC Bunyodkor